# Florian Grzechowiak
Florian Grzechowiak, né le 7 juin 1914, à Bottrop, en Allemagne et décédé le 24 juillet 1972, à Poznań, en Pologne est un ancien joueur polonais de basket-ball.

## Palmarès
- 3e du championnat d'Europe 1939